# Ager publicus
Ager publicus (на български: обществена земя) e държавната земя около Рим по времето на Римската република.
Измерването и раздаването на тази земя за частна собственост (ager privatus) е в задължението на Decemviri Agris Dandis Adsignandis. От 2 век пр.н.е. това води до големи разногласия като реформите на Гракхите.
Създават се редица аграрни закони като:
- Аграрните закони на Тиберий Гракх (133 пр.н.е.)
- Аграрните закони в Leges Semproniae на Гай Гракх (123 пр.н.е.)
- lex agraria от 111 пр.н.е.
- Lex Appuleia agraria на Луций Апулей Сатурнин от 100 пр.н.е.
- Lex agraria от 59 пр.н.е.